# Йован Костовський
Йован Костовський (мак. Јован Костовски; нар. 19 квітня 1987, Скоп'є, СР Македонія) — македонський футболіст, нападник клубу «Етнікос» (Ахна).

## Клубна кар'єра
Футбольну кар'єру розпочав у сезоні 2004/05 років в складі гранду македонського футболу ФК «Вардар». Спочатку до складу команду потрапляв рідко, тому в сезоні 2005/06 років відправився в оренду у друголігоий клуб «Цементарниця 55», за яку відзначився 4-а голами в 12-и матчах чемпіонату.
Після цього повернувся до «Вардару», цього разу на поле виходив частіше й допоміг команді завоювати кубок країну, але основним гравцем все ще не був. Починаючи з сезону 2007/08 років став гравцем основи.
Влітку 2008 року перейшов до критського ОФІ, за свого нападника македонський клуб отримав 100 000 євро. Грав рідко й не зумів допомогти уникнути вильоту грецькому клубу до нижчого дивізіону. Після цього повернувся на батьківщину.
У 2010 році протягом декількох місяців грав за «Металург» (Скоп'є), у липні того ж року підписав 2-річний контракт з турецькою командою другого дивізіону «Ордуспор». Дебютував за турецький клуб 21 серпня 2010 року в поєдинку Першої ліги проти «Кайсері Ерджіясспору». Був основним гравцем команди й відзначився 6-а голами. У травні 2011 року «Ордуспор» виборов путівку до елітного дивізіону турецького чемпіонату, а Йован зіграв в одному з тих поєдинків.
Після виходу «Ордуспора» до Суперліги «Вардар» домовився про повернення Костовського до команди. У футболці столичного клубу 2012 року завоював свій перший титул переможця чемпіонату Македонії. У сезоні 2012/13 років відзначився 24-а голами в Першій лізі Македонії та допоміг команді виграти національний чемпіонат.
У серпні 2013 року підписав контракт з бельгійським «Ауд-Геверле Левен». У 2019 році перейшов до кіпрського «Етнікоса» (Ахна).

## Кар'єра в збірній
Виступав за юнацькі та молодіжні збірні Македонії. Дебютував у національної збірної Македонії 14 грудня 2012 року в поєдинку проти збірної Польщі (1:4).

## Статистика виступів

### Клубна
| Сезон   | Клуб                | Змагання        | Матчі | Голи |
| ------- | ------------------- | --------------- | ----- | ---- |
| 2004/05 | «Вардар»            | Перша ліга      | 3     | 0    |
| 2005/06 | «Вардар»            | Перша ліга      | 4     | 0    |
| 2005/06 | «Цементарниця 55»   | Друга ліга      | 12    | 4    |
| 2006/07 | «Вардар»            | Перша ліга      | 11    | 2    |
| 2007/08 | «Вардар»            | Перша ліга      | 20    | 10   |
| 2008/09 | ОФІ                 | Суперліга       | 16    | 2    |
| 2009/10 | «Металург» (Скоп'є) | Перша ліга      | 12    | 0    |
| 2010/11 | «Ордуспор»          | Перша ліга      | 31    | 6    |
| 2011/12 | «Вардар»            | Перша ліга      | 15    | 1    |
| 2012/13 | «Вардар»            | Перша ліга      | 30    | 22   |
| 2013/14 | «Вардар»            | Перша ліга      | 2     | 4    |
| 2013/14 | «АГ Левен»          | Ліга Жупіле     | 17    | 4    |
| 2014/15 | «АГ Левен»          | Другий дивізіон | 35    | 13   |
| 2015/16 | «АГ Левен»          | Ліга Жупіле     | 15    | 6    |
| 2016/17 | «АГ Левен»          | Другий дивізіон | 28    | 8    |
| 2017/18 | «АГ Левен»          | Другий дивізіон | 16    | 4    |
| ЗАГАЛОМ | ЗАГАЛОМ             | ЗАГАЛОМ         | 267   | 86   |

### Голи за збірну
У таблиці рахунок та результат збірної Македонії вказано на першому місці.
| #  | Дата            | Місце                          | Суперник  | Рахунок | Результат | Змагання             |
| -- | --------------- | ------------------------------ | --------- | ------- | --------- | -------------------- |
| 1. | 10 вересня 2013 | Філіпп II Македонський, Скоп'є | Шотландія | 1–1     | 1–2       | кваліфікація ЧС 2014 |
| 2. | 5 березня 2014  | Філіпп II Македонський, Скоп'є | Латвія    | 1–0     | 2–1       | Товариський матч     |

## Досягнення

### Командні
«Вардар»
- Перша ліга Македонії
  -  Чемпіон (2): 2011/12, 2012/13
- Кубок Македонії
  -  Володар (1): 2006/07

### Індивідуальні
«Вардар»
- Найкращий бомбардир Першої ліги Македонії: 2012/13 (24 голи)